# Qbo
Qbo é uma banda de new metal/rock alternativo formada na Cidade do México em 2002.

## Integrantes
- Antonio Ruiz - vocal, guitarra
- Nino - guitarra, vocal
- Maxz - baixo, vocal
- Tarro - bateria

## Discografia
- Qbo - 2003
- Aire - 2004
- III - 2006
- El Tiempo si Detiene - 2009